# Film und Verhängnis
Film und Verhängnis – Blitzlichter auf ein Leben ist eine Sammlung autobiografischer und essayistischer Texte der österreichischen Schriftstellerin Ilse Aichinger. Die Erstausgabe erschien im Jahr 2001 im S. Fischer Verlag.

## Inhalt
Das Buch besteht aus zwei Teilen.

### I Film und Verhängnis
Bereits in den einleitenden drei Kurzerzählungen bestimmt Ilse Aichinger das Thema der Text-Sammlung: Die Wichtigkeit, die das Kino und Filme seit ihrer Kindheit und Jugend in ihrem Leben hatten – „die Gedanken an Glücksmöglichkeiten wachsen bis heute im Kino“, schreibt sie. Und das Verhängnis, das die Existenz der auf mütterlicher Seite jüdischen Familie bedroht und zu einem Teil vernichtet hat. Die Großmutter und die Schwestern der Mutter wurden 1942 ins Vernichtungslager Minsk deportiert und ermordet. – Es folgt Ilse Aichingers Rede zum Großen Österreichischen Staatspreis, in der es gleich im ersten Satz heißt: „Das Mißtrauen gegen den Staat, gegen jeden Staat [...] begann bei mir früh.“ – Daran schließen sich neun kurze Erzählungen an, die in die Jahre von 1927 bis 1945 führen, in Aichingers Kindheit und Jugend in Wien. Sie tragen Titel wie Die Tochter des Kohlenhändlers, 1941 oder Die Tochter der Altistin, 1942. Beide junge Frauen waren ehemalige Schulfreundinnen Aichingers, die Suizid begingen. Es sind Erinnerungen an die eigene jederzeit bedrohte Existenz, denn, schreibt sie, „diejenigen neben mir, die zusahen wie meine Großmutter und die jüngeren Geschwister meiner Mutter auf offenen Viehwagen über die Schwedenbrücke in Folter und Tod gefahren wurden, sahen [...] mit einem gewissen Vergnügen zu.“

### II Journal des Verschwindens
Der zweite Teil des Buches versammelt Artikel, die Ilse Aichinger um das Jahr 2000 herum in der Wiener Zeitung Der Standard veröffentlicht hat. Zumeist sind es Filme oder Filmschauspieler, die Ausgangspunkt ihrer Überlegungen sind, „manchmal auch Tagesaktualitäten, sobald sie absurd genug sind“, einige Male Fotografien von Bill Brandt, einmal eine Fotografie, die sie und ihre Zwillingsschwester Helga siebenjährig in einem Boot auf dem Altausseer See zeigt. Auch für diesen Teil benennt sie das Thema in einer Vorbemerkung: „Weshalb »Journal«, weshalb »Verschwinden«, weshalb »Blitzlichter auf ein Leben«? – Weil mir vor allem an der Flüchtigkeit liegt.“ Ihre Helden – „Max Ophüls, Dashiell Hammett oder Stan Laurel“ – sind die, „die dem fachgerechten Verschwinden seit Beginn des 20. Jahrhunderts verfallen waren“. 
Eine Auswahl der von Ilse Aichinger erwähnten Filme (in der Reihenfolge ihrer Erwähnung im Buch): Auf Wiedersehen, Kinder (von Louis Malle), Die Ufa und Deutschlandbilder (von Hartmut Bitomsky), Geschichte(n) des Kinos (von Jean-Luc Godard), Der Leopard (von Luchino Visconti), Liebelei (von Max Ophüls; Aichinger: „der schönste Film aus 100 Jahren Kino“), Haus Bellomont (von Terence Davies).

## Rezeption
Die Rezensenten der Erstausgabe des Buches wiesen zunächst darauf hin, dass Film und Verhängnis, sieht man von dem schmalen Band Eiskristalle aus dem Jahr 1997 ab, die erste neue Buchpublikation Ilse Aichingers seit vierzehn Jahren war. Die damals 80-jährige Aichinger sei, so Friedhelm Rathjen in der Frankfurter Rundschau, eine der „luzidesten Prosa-Autorinnen“ der deutschen Sprache. Entsprechend positiv waren die Wertungen in den Feuilletons; zwei Beispiele:

„Der zeitliche Abstand zwischen den Publikationen [Kleist, Moos, Fasane, 1987 – Film und Verhängnis, 2001] lässt ahnen, wie ernst es dieser Autorin mit dem ‚leiser werden‘ ist, mit den Wörtern, auch mit der kritischen Zeitnähe: Jeder Satz über die ‚staatliche Wetterlage‘, die ‚Medien- und Staatskonsumenten‘, die dunklen Verliese des Volksempfindens, den Terror des ‚Gemeinschafts-‘ und ‚Einhelligkeits‘-Zwangs scheint existenziell erlitten und verbürgt, anders als bei unseren Großschriftstellern, die ohne Megafon nicht mehr reden können und kaum eine Gelegenheit verstreichen lassen, sich als Routiniers ihrer selbst in Szene zu setzen.“

„Was in den Prosagedichten und Erzählungen früherer Jahre ganz verborgen blieb hinter einer leuchtenden Rätselsprache, wird in den Lebensbildern des Bandes Film und Verhängnis in eine fragmentarisch angelegte ‚Geographie der eigenen Existenz‘ eingefügt. Aber auch in diesen scheinbar so mitteilsamen Kino-Erinnerungen spricht noch immer die literarische Verhängnisforscherin Ilse Aichinger, die schon immer das Geborensein und das Lebenmüssen zum größten Unglück erklärt hat und nun auch die Kino-Reflexionen zu einem ‚Journal des Verschwindens‘ umfunktioniert, das von den Fatalitäten der Existenz handelt.“

## Ausgaben
- Erstausgabe: Film und Verhängnis – Blitzlichter auf ein Leben. S. Fischer Verlag, Frankfurt am Main 2001, ISBN 3-10-000523-6.
- Taschenbuchausgabe: Film und Verhängnis – Blitzlichter auf ein Leben. Fischer Taschenbuch, Frankfurt am Main 2003, ISBN 978-3-596-15659-7.
- Englischsprachige Ausgabe: Film and Fate: Camera Flashes Illuminating a Life. Ins Englische übersetzt von Geoff Wilkes. Königshausen & Neumann, Würzburg 2018, ISBN 978-3-8260-6482-1.

## Hörspielbearbeitung
- 2002: Blitzlichter (1. Teil: Film und Verhängnis) – Bearbeitung und Regie: Ulrich Lampen (BR)[5]